# Послание к Ефесянам
Посла́ние к Ефе́сянам (др.-греч. Ἐπιστολή πρὸς Ἐφεσίους, лат. Epistula ad Ephesios) — книга Нового Завета, входящая в число посланий апостола Павла и обращённая к христианам из язычников малоазийского города Эфес.

## Авторство
Церковное предание приписывает Послание к Ефесянам апостолу Павлу и известно многим раннехристианским авторам. Однако новозаветные учёные склонны оспаривать традиционную атрибуцию, поскольку автор не описывает проблемы общины Эфеса, к которой обращается. Из повествования, как пишет А. С. Десницкий, складывается ощущение, что речь идёт о христианской церкви более позднего времени. В нём отсутствуют богословские концепции, свойственные другим посланиям Павла, и наоборот, появляются нигде более не высказывающиеся идеи. Богословие и стиль тесно связаны с Посланием к Колоссянам, но его авторство также оспаривается. Согласно самой распространённой точке зрения, автором произведения является кто-то из учеников Павла: либо пересказывая слова учителя, либо составляя его под руководством апостола. Другие учёные даже предполагают, что ученики написали послание уже после смерти Павла.

## История
Город Эфес (Ефес), бывший столицей римской провинции Азия, играл важную роль в миссионерской деятельности апостола Павла. Первый раз Павел оказался в Эфесе на обратном пути из Греции в Иерусалим. Он недолгое время проповедовал в синагоге (Деян. 18:19), оставив управлять местной общиной Акиллу Понтянина и его жену Прискиллу (Присциллу) (Деян. 18: 18 — 19). Во время второго посещения города (Деян. 19:1) он остановился здесь на два года (Деян. 19:10), проповедуя как иудеям, так и язычникам. В конце его пребывания в Эфесе случился мятеж, поднятый серебряником Димитрием (Деян. 19:23), в результате Павел уехал в Македонию (Деян. 20:1).
По мнению толкователей, послание написано во время заключения Павла в Кесарии или в Риме в 60 — 63 годах, поскольку в тексте Павел неоднократно называет себя «узником» (Еф. 3:1, также 4:1 и 6:20). То, что послание написано Павлом, как отмечал в XIX веке Св. Феофан (Вышенский), «в этом сомневающихся почти нет, или их так мало, и основания их неверия так ничтожны, что не стоит и внимания останавливать на этом». Однако в современной библеистике есть мнение, что автором послания был всё-таки не Павел, а один из его эфесских учеников, использовавший при написании подлинные письма апостола.
Послание упомянуто св. Иринеем Лионским в списке новозаветных книг. Текстологически это послание близко к посланию Колоссянам.

## Основные темы
Главная идея послания — Церковь (греч. ἐκκλησίᾳ) как Тело Христа (1:22), которая чиста и непорочна. Отдельными темами в послании звучат тема преображения из «ветхого человека» (греч. παλαιὸν ἄνθρωπον) в «нового человека» (4:22), а также демонология «мироправителей» (греч. κοσμοκράτορας) и «поднебесных» духов злобы (6:12).
Автор призывает христиан говорить правду (4:25), трудиться, не сквернословить и быть благодарными за всё. Жён он призывает повиноваться мужьям (5:22), детей — родителям (6:1), а рабов — господам (6:5).
- Догматическая часть
  - Приветствие (1:1, 2)
  - Благословение во Христе (1:2—23)
  - Спасение благодатью (2:1—10)
  - Единство Церкви; язычники и иудеи (2:11—22)
  - Тайна домостроительства Бога (глава 3)
- Нравоучительная часть
  - Единство веры (глава 4)
  - Обязанности христиан (5:1—21)